# Chevra kadiša

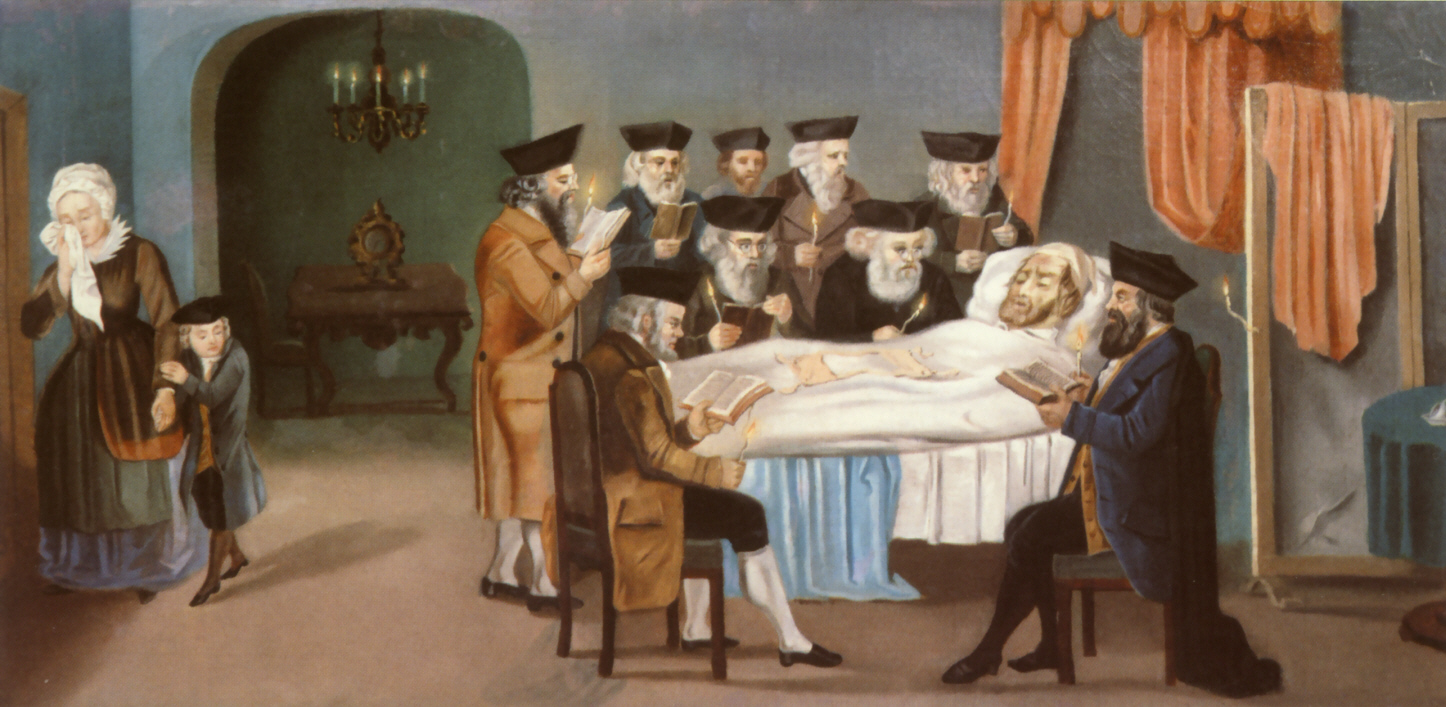
Členové pražského Pohřebního bratrstva se modlí za umírajícího, kolem roku 1772

Chevra kadiša (aramejsky: חברה קדישא, doslova „Svaté bratrstvo“), celým názvem Chevra kadiša de-gomlej chasadim (aramejsky: חברה קדישא דגומלי חסדים, doslova „Svaté bratrstvo vykonavatelů skutků milosrdenství“) je židovské pohřební bratrstvo. Jeho členové zabezpečují bez nároku na odměnu všechny rituální a organizační záležitosti související s židovským umíráním a pohřbem.

## Historie
O určité formě pohřebního bratrstva se hovoří již v babylonském Talmudu (Moed katan 27b). Pohřební bratrstva organizovaná na základě stanov začala v Evropě vznikat v 16. století.
Pražská chevra kadiša byla založena roku 1564 a při jejím zrodu stál pražský rabín Eli'ezer Aškenazi. Konečnou podobu stanov určil rabi Löw. Tyto stanovy poté převzala většina pohřebních bratrstev v aškenázské Evropě.